# PictureTel Corporation
Die PictureTel Corporation war ein im US-Bundesstaat Massachusetts beheimatetes Unternehmen, das Systeme für Videotelefonie über leitungsvermittelte Kommunikationskanäle entwickelte. Bei PictureTel entstanden frühe Vorläufer der heutigen, auf Frequenztransformation und Bewegungsvorhersage basierende Video-Formate, genannt C-2000 und C-3000. Hier wurden auch die Audio-Formate der Siren-Serie entwickelt, auf denen die ITU-T-Standards G.722.1 und G.719 basieren.
Das Unternehmen wurde am 13. August 1984 von Brian L. Hinman, Jeffrey G. Bernstein und David Staelin als „PicTel Corporation“ gegründet. Die drei hatten sich in den 1970ern in einem Graduiertenkolleg für Elektrotechnik an der Massachusetts Institute of Technology kennengelernt. Am 8. November 1984 ging das Unternehmen an die Börse. Im Mai 2001 wurde die Übernahme durch das Konkurrenz-Unternehmen Polycom für etwa 362 Millionen US-Dollar bekanntgegeben und im Oktober abgeschlossen.